# 박한상 (정치인)
박한상(朴漢相, 1922년 4월 25일~2001년 9월 26일)은 대한민국의 정치인, 법조인이다. 신민당 최고위원, 제6·7·8·9·10·12대 국회의원을 지냈다.
함경남도 안변 출신으로, 종교는 불교이다. 변호사로도 활동하였다.
1969년 3선개헌을 저지하기 위해 국회 상임위원회에서 필리버스터를 10시간15분동안 하여 상임위원회에서의 최장 기록으로 남았다.

## 학력
- 서울대학교 문리과대학 정치학과 학사

## 약력
- 중앙고등군법회의검찰관
- 법률평론사편집국장
- 전신민당사무총장
- 변호사ㆍ법정사주간ㆍ인권상담소장ㆍ한국인권옹호협회회장
- 민정당중앙상임위원
- 민정당서울시지부부위원장
- 민정당원내부총무
- 민중당서울제14지구당위원장
- 민중당법제내무위원장 및 당무위원
- APU 제2회 총회 한국대표
- UN 인권선언 기념 회의 한국대표
- IPU이사회 및 총회한국대표
- 신한민주당정무위원

## 역대 선거 결과
|  | 29.64% |

|  | 60.17% |

|  | 58.55% |

|  | 37.89% |

|  | 54.01% |

|  | 36.79% |

|  | 3.42% |

|  | 22.46% |